# Zeitschrift des Vereins für Hamburgische Geschichte
Die Zeitschrift des Vereins für Hamburgische Geschichte (kurz ZHG oder ZVHG) ist eine jährlich erscheinende historische Fachzeitschrift, die vom Verein für Hamburgische Geschichte (VHG) herausgegeben wird. Die Zeitschrift erscheint seit 1841 und veröffentlicht Aufsätze, Forschungsberichte und Rezensionen zur Geschichte Hamburgs. Die Bände von 1841 bis 2020 sind online zugänglich.
Außerdem gibt der Verein als Ergänzung zur ZHG seit 2010 den Tiedenkieker. Hamburgische Geschichtsblätter heraus. Vorgänger dieser Zeitschrift waren ab 1926 die Hamburgischen Geschichts- und Heimatblätter (HGH) und die von 1878 bis 1926 erschienen Mitteilungen des Vereins für Hamburgische Geschichte (MHG).